# Campeonato Carioca de Futebol de 2021 - Série A2
O Campeonato Carioca da Série A2 de 2021 foi a 44ª edição da segunda divisão do campeonato estadual de futebol profissional do Rio de Janeiro. A competição foi organizada pela Federação de Futebol do Estado do Rio de Janeiro (FERJ).

## Regulamento
No novo formato, a primeira fase foi disputada pelos 12 clubes. Os clubes foram divididos em dois grupos por turno e jogaram entre si na Taça Dumont e jogaram um grupo contra o outro na Taça Corcovado.
Na Taça Santos Dumont, ao final das cinco rodadas, as duas primeiras equipes dos dois grupos foram classificadas para as semifinais em duas chaves de cruzamento olímpico (1.º colocado do grupo A x 2.º colocado do grupo B e 1.º colocado do grupo B x 2.º colocado do grupo A). As partidas foram em jogo único e os primeiros colocados tiveram vantagem de empate. Os vencedores disputaram a final em jogo único sem vantagem e o desempate do confronto, caso ocorresse, seria em disputa por pênaltis. O vencedor — e campeão da Taça Santos Dumont — se classificou para a final do Campeonato.
Na Taça Corcovado, ao final das seis rodadas, as duas primeiras equipes dos dois grupos foram classificadas para as semifinais em duas chaves também em cruzamento olímpico (1.º A x 2.º B e 1.º B x 2.º A). As partidas foram em jogo único e os primeiros colocados tiveram vantagem de empate. Os vencedores disputaram a final em jogo único sem vantagem e o desempate do confronto, caso ocorresse, seria em disputa por pênaltis. O vencedor — e campeão da Taça Corcovado — se classificou para a final do Campeonato.
Os campeões da Taça Santos Dumont e da Taça Corcovado formaram o "grupo I" e jogaram a final em duas partidas, em sistema de ida e volta, sem vantagem de pontos e saldo de gols para nenhuma delas. Caso uma única associação fosse a campeã das duas taças e uma ou mais associações tivessem obtido maior número de pontos do que a campeã, no somatório de pontos das partidas dos grupos A e B das duas taças, a final seria realizada entre a campeã dos dois turnos e a associação que tivesse obtido o maior número de pontos ganhos do que a campeã. Havendo empate em pontos ganhos ao final da segunda partida, seria considerada vencedora a associação que obtivesse melhor saldo de gols nas duas partidas e, persistindo o empate, a decisão seria por disputa de pênaltis.
O campeão tem o acesso a Série A 2022. A última associação na classificação geral do Campeonato, que correspondem ao somatório de pontos obtidos nos grupos A e B (Taça Santos Dumont e Corcovado), está rebaixada para a Série B1 2021 e, obrigatoriamente em sequência, participará do seu respectivo Campeonato, independentemente do lapso temporal entre o término da Série A2 2021 e o início da Série B1 2021.

### Critérios de desempate
Estes foram os critérios de desempate:
1. Maior número de vitórias
2. Maior saldo de gols
3. Maior número de gols pró
4. Confronto direto
5. Menor número de cartões amarelos e vermelhos (cada cartão vermelho equivale a três cartões amarelos)
6. Sorteio público na sede da ferj

### Promovidos e rebaixados
| Pos. | Rebaixado da Série A 2021 (fase principal)   |
| ---- | -------------------------------------------- |
| 12º  | Macaé                                        |
| Pos. | Rebaixados da Série A 2021 (fase preliminar) |
| 13º  | Cabofriense                                  |
| 14º  | Sampaio Corrêa-RJ                            |
| 15º  | America                                      |
| 16º  | Americano                                    |
| 17º  | Friburguense                                 |

| Pos. | Mantidos da Segunda divisão de 2020 |
| ---- | ----------------------------------- |
| 3º   | Duque de Caxias                     |
| 4º   | Maricá                              |
| 5º   | Gonçalense                          |
| 6º   | Angra dos Reis                      |
| 7º   | Artsul                              |
| 8º   | Audax Rio                           |

### Participantes
| Equipe            | Cidade                | Em 2020            | Estádio             | Capacidade | Títulos            |
| ----------------- | --------------------- | ------------------ | ------------------- | ---------- | ------------------ |
| America           | Rio de Janeiro        | 15º (Série A 2021) | Giulite Coutinho    | 13 544     | 3 (último em 2018) |
| Americano         | Campos dos Goytacazes | 16º (Série A 2021) | Ferreirão           | 900        | 0 (não possui)     |
| Angra dos Reis    | Angra dos Reis        | 6º (Série B1)      | Jair Toscano        | 1 500      | 0 (não possui)     |
| Artsul            | Nova Iguaçu           | 7º (Série B1)      | Nivaldo Pereira     | 2 184      | 0 (não possui)     |
| Audax Rio         | Miguel Pereira        | 8º (Série B1)      | Fructuoso Fernandes | 1 500      | 0 (não possui)     |
| Cabofriense       | Cabo Frio             | 13º (Série A 2021) | Correão             | 2 611      | 5 (último em 2013) |
| Duque de Caxias   | Duque de Caxias       | 3º (Série B1)      | Marrentão           | 3 334      | 0 (não possui)     |
| Friburguense      | Nova Friburgo         | 17º (Série A 2021) | Eduardo Guinle      | 5500       | 3 (último em 2019) |
| Gonçalense        | São Gonçalo           | 5º (Série B1)      | Alzirão             | 900        | 0 (não possui)     |
| Macaé             | Macaé                 | 12º (Série A 2021) | Eucyr Resende       | 4 315      | 0 (não possui)     |
| Maricá            | Maricá                | 4º (Série B1)      | Alzirão             | 900        | 0 (não possui)     |
| Sampaio Corrêa-RJ | Saquarema             | 14º (Série A 2021) | Lourival Gomes      | 1 800      | 0 (não possui)     |

## Taça Santos Dumont

### Grupo A
| Pos | Equipe          | PG | Jogos | Jogos | Jogos | Jogos | Gols | Gols | Gols | Desempenho por rodada | Desempenho por rodada | Desempenho por rodada | Desempenho por rodada | Desempenho por rodada | Classificação                   |
| Pos | Equipe          | PG | #     | V     | E     | D     | GP   | GS   | SG   | 1ª                    | 2ª                    | 3ª                    | 4ª                    | 5ª                    | Classificação                   |
| --- | --------------- | -- | ----- | ----- | ----- | ----- | ---- | ---- | ---- | --------------------- | --------------------- | --------------------- | --------------------- | --------------------- | ------------------------------- |
| 1   | Artsul          | 11 | 5     | 3     | 2     | 0     | 7    | 3    | +4   | 2                     | 2                     | 1                     | 2                     | 1                     | Classificados para a fase final |
| 2   | Friburguense    | 9  | 5     | 3     | 0     | 2     | 7    | 5    | +2   | 6                     | 3                     | 2                     | 1                     | 5                     | Classificados para a fase final |
| 3   | Americano       | 8  | 5     | 2     | 2     | 1     | 6    | 4    | +2   | 4                     | 1                     | 3                     | 3                     | 2                     | Classificados para a fase final |
| 4   | Cabofriense     | 6  | 5     | 2     | 0     | 3     | 5    | 8    | −3   | 1                     | 4                     | 4                     | 5                     | 3                     | Eliminados da fase final        |
| 5   | Gonçalense      | 4  | 5     | 1     | 1     | 3     | 5    | 8    | –3   | 5                     | 6                     | 6                     | 4                     | 4                     | Eliminados da fase final        |
| 6   | Duque de Caxias | 3  | 5     | 0     | 3     | 2     | 6    | 8    | –2   | 3                     | 5                     | 5                     | 6                     | 6                     | Eliminados da fase final        |

### Grupo B
| Pos | Equipe            | PG | Jogos | Jogos | Jogos | Jogos | Gols | Gols | Gols | Desempenho por rodada | Desempenho por rodada | Desempenho por rodada | Desempenho por rodada | Desempenho por rodada | Classificação                   |
| Pos | Equipe            | PG | #     | V     | E     | D     | GP   | GS   | SG   | 1ª                    | 2ª                    | 3ª                    | 4ª                    | 5ª                    | Classificação                   |
| --- | ----------------- | -- | ----- | ----- | ----- | ----- | ---- | ---- | ---- | --------------------- | --------------------- | --------------------- | --------------------- | --------------------- | ------------------------------- |
| 1   | Audax Rio         | 10 | 5     | 3     | 1     | 1     | 8    | 1    | +7   | 4                     | 1                     | 3                     | 2                     | 1                     | Classificados para a fase final |
| 2   | Maricá            | 10 | 5     | 3     | 1     | 1     | 4    | 2    | +2   | 5                     | 3                     | 2                     | 3                     | 2                     | Classificados para a fase final |
| 3   | Sampaio Corrêa-RJ | 8  | 5     | 2     | 2     | 1     | 8    | 3    | +5   | 3                     | 2                     | 1                     | 1                     | 3                     | Eliminados da fase final        |
| 4   | America           | 8  | 5     | 2     | 2     | 1     | 9    | 5    | +4   | 1                     | 4                     | 4                     | 4                     | 4                     | Eliminados da fase final        |
| 5   | Macaé             | 4  | 5     | 1     | 1     | 3     | 3    | 16   | –13  | 5                     | 6                     | 6                     | 5                     | 5                     | Eliminados da fase final        |
| 6   | Angra dos Reis    | 1  | 5     | 0     | 1     | 4     | 3    | 8    | –5   | 1                     | 5                     | 5                     | 6                     | 6                     | Eliminados da fase final        |

### Fase final cancelada
Estas foram as partidas disputadas antes da final ser cancelada:
|  | Semifinais | Semifinais | Semifinais |       |  | Final  | Final | Final |
|  |            |            |            |       |  |        |       |       |
|  | 1.º A      | Artsul     | 1          |       |  |        |       |       |
|  | 2.º B      | Maricá     | 0          |       |  |        |       |       |
|  |            |            |            |       |  | Artsul | 1 (4) |       |
|  |            |            | Americano  | 1 (3) |  |        |       |       |
|  | 1.º B      | Audax Rio  | 0          |       |  |        |       |       |
|  | 2.º A      | Americano  | 1          |       |  |        |       |       |

### Fase final
|  | Semifinais | Semifinais   | Semifinais |       |  | Final  | Final | Final |
|  |            |              |            |       |  |        |       |       |
|  | 1.º A      | Artsul       | 1          |       |  |        |       |       |
|  | 2.º B      | Maricá       | 0          |       |  |        |       |       |
|  |            |              |            |       |  | Artsul | 0 (4) |       |
|  |            |              | Audax Rio  | 0 (5) |  |        |       |       |
|  | 1.º B      | Audax Rio    | 3          |       |  |        |       |       |
|  | 2.º A      | Friburguense | 0          |       |  |        |       |       |

### Premiação
| Taça Santos Dumont de 2021     |
| Miguel Pereira                 |
| ------------------------------ |
| AUDAX RIO Campeão (1.º título) |

## Taça Corcovado

### Grupo A
| Pos | Equipe          | PG | Jogos | Jogos | Jogos | Jogos | Gols | Gols | Gols | Desempenho por rodada | Desempenho por rodada | Desempenho por rodada | Desempenho por rodada | Desempenho por rodada | Desempenho por rodada | Classificação                   |
| Pos | Equipe          | PG | #     | V     | E     | D     | GP   | GS   | SG   | 1ª                    | 2ª                    | 3ª                    | 4ª                    | 5ª                    | 6ª                    | Classificação                   |
| --- | --------------- | -- | ----- | ----- | ----- | ----- | ---- | ---- | ---- | --------------------- | --------------------- | --------------------- | --------------------- | --------------------- | --------------------- | ------------------------------- |
| 1   | Gonçalense      | 11 | 6     | 3     | 2     | 1     | 6    | 6    | 0    | 1                     | 1                     | 3                     | 1                     | 1                     | 1                     | Classificados para a fase final |
| 2   | Artsul          | 10 | 6     | 3     | 1     | 2     | 7    | 7    | 0    | 5                     | 4                     | 2                     | 3                     | 2                     | 2                     | Classificados para a fase final |
| 3   | Friburguense    | 7  | 6     | 1     | 4     | 1     | 6    | 5    | +1   | 3                     | 2                     | 1                     | 2                     | 3                     | 3                     | Eliminados da fase final        |
| 4   | Americano       | 6  | 6     | 1     | 3     | 2     | 3    | 6    | –3   | 6                     | 6                     | 6                     | 5                     | 4                     | 4                     | Eliminados da fase final        |
| 5   | Duque de Caxias | 2  | 6     | 0     | 2     | 4     | 1    | 6    | –5   | 4                     | 5                     | 5                     | 6                     | 5                     | 5                     | Eliminados da fase final        |
| 6   | Cabofriense     | 2  | 6     | 0     | 2     | 4     | 4    | 11   | –7   | 2                     | 3                     | 3                     | 4                     | 6                     | 6                     | Eliminados da fase final        |

### Grupo B
| Pos | Equipe            | PG | Jogos | Jogos | Jogos | Jogos | Gols | Gols | Gols | Desempenho por rodada | Desempenho por rodada | Desempenho por rodada | Desempenho por rodada | Desempenho por rodada | Desempenho por rodada | Classificação                   |
| Pos | Equipe            | PG | #     | V     | E     | D     | GP   | GS   | SG   | 1ª                    | 2ª                    | 3ª                    | 4ª                    | 5ª                    | 6ª                    | Classificação                   |
| --- | ----------------- | -- | ----- | ----- | ----- | ----- | ---- | ---- | ---- | --------------------- | --------------------- | --------------------- | --------------------- | --------------------- | --------------------- | ------------------------------- |
| 1   | Audax Rio         | 14 | 6     | 4     | 2     | 0     | 13   | 3    | +10  | 2                     | 1                     | 1                     | 1                     | 1                     | 1                     | Classificados para a fase final |
| 2   | Maricá            | 12 | 6     | 3     | 3     | 0     | 9    | 3    | +6   | 1                     | 2                     | 2                     | 2                     | 2                     | 2                     | Classificados para a fase final |
| 3   | America           | 11 | 6     | 3     | 2     | 1     | 5    | 3    | +2   | 3                     | 5                     | 3                     | 3                     | 3                     | 3                     | Eliminados da fase final        |
| 4   | Sampaio Corrêa-RJ | 7  | 6     | 2     | 1     | 3     | 6    | 6    | 0    | 6                     | 4                     | 4                     | 4                     | 4                     | 4                     | Eliminados da fase final        |
| 5   | Macaé             | 7  | 6     | 1     | 4     | 2     | 5    | 7    | –2   | 5                     | 3                     | 5                     | 5                     | 5                     | 5                     | Eliminados da fase final        |
| 6   | Angra dos Reis    | 6  | 6     | 1     | 3     | 2     | 4    | 6    | –2   | 4                     | 6                     | 6                     | 6                     | 6                     | 6                     | Eliminados da fase final        |

### Fase final
|  | Semifinais | Semifinais | Semifinais |   |  | Final      | Final | Final |
|  |            |            |            |   |  |            |       |       |
|  | 1.º A      | Gonçalense | 1          |   |  |            |       |       |
|  | 2.º B      | Maricá     | 0          |   |  |            |       |       |
|  |            |            |            |   |  | Gonçalense | 2     |       |
|  |            |            | Audax Rio  | 0 |  |            |       |       |
|  | 1.º B      | Audax Rio  | 1          |   |  |            |       |       |
|  | 2.º A      | Artsul     | 1          |   |  |            |       |       |

### Premiação
| Taça Corcovado de 2021          |
| São Gonçalo (Rio de Janeiro)    |
| ------------------------------- |
| GONÇALENSE Campeão (1.º título) |

## Classificação geral
| Pos | Equipe            | PG | Jogos | Jogos | Jogos | Jogos | Gols | Gols | Gols | Desempenho por rodada | Desempenho por rodada | Desempenho por rodada | Desempenho por rodada | Desempenho por rodada | Desempenho por rodada | Desempenho por rodada | Desempenho por rodada | Desempenho por rodada | Desempenho por rodada | Desempenho por rodada |
| Pos | Equipe            | PG | Jogos | Jogos | Jogos | Jogos | Gols | Gols | Gols | Taça Santos Dumont    | Taça Santos Dumont    | Taça Santos Dumont    | Taça Santos Dumont    | Taça Santos Dumont    | Taça Corcovado        | Taça Corcovado        | Taça Corcovado        | Taça Corcovado        | Taça Corcovado        | Taça Corcovado        |
| Pos | Equipe            | PG | #     | V     | E     | D     | GP   | GS   | SG   | 1ª                    | 2ª                    | 3ª                    | 4ª                    | 5ª                    | 1ª                    | 2ª                    | 3ª                    | 4ª                    | 5ª                    | 6ª                    |
| --- | ----------------- | -- | ----- | ----- | ----- | ----- | ---- | ---- | ---- | --------------------- | --------------------- | --------------------- | --------------------- | --------------------- | --------------------- | --------------------- | --------------------- | --------------------- | --------------------- | --------------------- |
| 1   | Audax Rio         | 23 | 11    | 7     | 3     | 1     | 21   | 4    | +17  | 8                     | 1                     | 5                     | 4                     | 2                     | 1                     | 1                     | 1                     | 1                     | 1                     | 1                     |
| 2   | Gonçalense        | 15 | 11    | 4     | 3     | 4     | 11   | 14   | –3   | 11                    | 12                    | 10                    | 8                     | 9                     | 7                     | 8                     | 8                     | 6                     | 6                     | 6                     |
|     |                   |    |       |       |       |       |      |      |      |                       |                       |                       |                       |                       |                       |                       |                       |                       |                       |                       |
| 3   | Maricá            | 22 | 11    | 6     | 4     | 2     | 13   | 5    | +8   | 9                     | 5                     | 3                     | 5                     | 3                     | 2                     | 2                     | 2                     | 2                     | 2                     | 2                     |
| 4   | Artsul            | 21 | 11    | 6     | 3     | 2     | 14   | 10   | +4   | 2                     | 4                     | 2                     | 3                     | 1                     | 3                     | 3                     | 3                     | 5                     | 3                     | 3                     |
| 5   | America           | 19 | 11    | 5     | 4     | 2     | 14   | 8    | +6   | 4                     | 9                     | 7                     | 7                     | 6                     | 4                     | 5                     | 4                     | 3                     | 4                     | 4                     |
| 6   | Friburguense      | 16 | 11    | 4     | 4     | 3     | 13   | 10   | +3   | 12                    | 6                     | 4                     | 1                     | 4                     | 10                    | 10                    | 7                     | 9                     | 8                     | 8                     |
| 7   | Sampaio Corrêa-RJ | 15 | 11    | 4     | 3     | 4     | 14   | 9    | +5   | 7                     | 3                     | 1                     | 2                     | 5                     | 5                     | 4                     | 5                     | 4                     | 5                     | 5                     |
| 8   | Americano         | 14 | 11    | 3     | 5     | 3     | 9    | 10   | –1   | 6                     | 2                     | 6                     | 6                     | 7                     | 6                     | 6                     | 6                     | 7                     | 7                     | 7                     |
| 9   | Macaé             | 9  | 10    | 2     | 3     | 5     | 6    | 21   | –15  | 9                     | 11                    | 12                    | 9                     | 10                    | 9                     | 7                     | 10                    | 8                     | 9                     | 9                     |
| 10  | Cabofriense       | 8  | 11    | 2     | 3     | 6     | 9    | 19   | –10  | 1                     | 7                     | 8                     | 10                    | 8                     | 8                     | 9                     | 9                     | 10                    | 10                    | 10                    |
| 11  | Angra dos Reis    | 7  | 11    | 1     | 4     | 6     | 7    | 14   | –7   | 4                     | 10                    | 11                    | 12                    | 12                    | 12                    | 12                    | 12                    | 12                    | 12                    | 11                    |
| 12  | Duque de Caxias   | 5  | 11    | 0     | 5     | 6     | 7    | 14   | –7   | 3                     | 8                     | 9                     | 11                    | 11                    | 11                    | 11                    | 11                    | 11                    | 11                    | 12                    |

     Classificado para a Série A 2022
     Mantidos na Série A2 2022
     Rebaixado para a Série B1 2021
Última atualização: 6 de setembro

## Fase final
Fonte: 

#### Ida
| 28 de agosto | Gonçalense       | 1 – 2  | Audax Rio                      | Estádio Alzirão, Itaboraí                                  |
| 15:00        | Lucas Amorim 76' | Súmula | 12' Lucas Santos · 53' Sorriso | Público: 0 (PF) Árbitro: RJ Maurício Machado Coelho Júnior |

#### Volta
| 4 de setembro | Audax Rio                                      | 3 – 1 | Gonçalense       | Estádio do Trabalhador, Resende |
| 15:00         | Henrique 1' · Wesley Bolinha 49' · Marreta 75' |       | 77' Lucas Cibito | Público: 0 (PF)                 |

## Premiação
| Campeonato Carioca de 2021 – Série A2 |
| Miguel Pereira                        |
| ------------------------------------- |
| AUDAX RIO Campeão (1.º título)        |